# Kassaretorpet
Kassaretorpet är en stadsdel i Vänersborg belägen ett par kilometer sydost om stadens centrum. Kassaretorpet gränsar till Mariero, Mariedal och Fridhem. 
Före år 1974 gick vägen till Vargön genom Kassaretorpets norra delar på Östra vägen, nu Bruksvägen, med dragning förbi Bloms kiosk (senare Bruksgrillen), förbi vägkorsningen mot Restadvägen, fjärrvärmeverket, över Stålbron, genom bruksområdet och därifrån till Fyrkanten i Vargön. 
Det blygsamma näringslivets upphörande vid korsningen Bruksvägen och Restadvägen i kombination med 1950-talets villabebyggelse medförde en förskjutning av "centrum" i riktning mot dåvarande Bloms kiosk och med Fridhemsvägen som inre pulsåder. Stahlbäcks kiosk, Bloms kiosk och Ingemars konditori var under decennier samlingspunkter för ungdomar och yngre vuxna. 
Före Mariedalskolans (1974) och Torpaskolans (1966) tillkomst var till området korresponderande grundskolor Brinkebergskulle skola, årskurs 1-6 och Östra skolan (byggd 1955, riven 2007) årskurs 4-9 på Egna Hem. Efter Torpaskolans tillkomst gick Kassaretorpets ungdomar högstadiet där.